# Einar Thorsteinn
Einar Thorsteinn, isländisch Einar Þorsteinn Ásgeirsson (* 17. Juni 1942 in Reykjavík; † 28. April 2015 ebenda), war ein isländischer Architekt, Theoretiker und Pionier akademischer Forschung über geometrische Strukturen. Einar Thorsteinn wurde wissenschaftlich beeinflusst vom Dymaxion-Weltbild und den biomorphen, polyedrischen, kugelförmigen und sphärischen Formen des Richard Buckminster Fuller.

## Vita
Einar Thorsteinn studierte an der Technischen Universität Hannover von 1963 bis 1969. Von 1969 bis 1972 arbeitete er bei Frei Otto im Atelier Warmbronn. Ab 1996 arbeitete er mit dem Künstler Ólafur Elíasson zusammen. Mit R. Buckminster Fuller, seinem Förderer, arbeitete er bis 1983 zusammen. Er lebte abwechselnd in Island, Deutschland und Dänemark.

## Werke
Von 1969 bis 1972 arbeitete er mit dem Stuttgarter Leichtbau-Avantgardisten Frei Otto am Institut für leichte Flächentragwerke zusammen. Während dieser Zeit entstand das Zeltdach des Münchner Olympiastadions für die Sommerolympiade 1972. Danach gründete er die Constructions Lab in Island, geodätische Sphären wurden entwickelt und auf isländische Umweltbedingungen abgestimmt. Er baute Kuppeln in den Orten Isafjördur, Hella, Kópasker. Einar Thorsteinn entwickelte eine Reihe neuer polyedrischer Grundformen, konzipierte quasikristalline Körper, mit fünffach symmetrischen Eigenschaften. Er benannte es Gullinfang und experimentierte mit dehnbaren Strukturen. 1996 begann seine langjährige Zusammenarbeit mit dem Künstler Ólafur Elíasson zunächst in Island, später in Berlin. Für das 2011 fertiggestellte Konzerthaus Harpa in Reykjavík wurden geodätische Kuppelstrukturen und fünffache Symmetrie-Verstrebungen angewandt. Er arbeitete auch mit Guillermo Trotti an Entwürfen für beweglichen Mondforschungslabors für die NASA. Als Architekt und bildender Künstler beeinflusste er zeitgenössische Kunstrichtungen. Seine Arbeit konzentrierte sich auf Rotationssymmetrien und kristallographische Grundlagenforschung. Eines der 3-D-Projekte, The Natural Symmetries Unification Theory wurde von dem späten Linus Pauling gefördert.

## Ausstellungen
- 2000: The drop factory St. Louis Art Museum, Missouri
- 2004: Our house is a house that moves, Galerija Skuc, Ljubljana
- 5. August – 12. September 2005: Blickfang – Raumfang im Felleshus der Nordischen Botschaften, Berlin
- 17. Juni – 18. September 2005: aquamediale Vermessung der Lichtgeschwindigkeit, Lübben
- 4. März 2005: Space Fang Space – Einar Thorstein – Stalke Galleri / Stalke Out Of Space / Artstamp.dk, Kirke Saaby
- 2006: (Gruppenausstellung) Our house is a house that moves, Nýlistasafnið – The Living Art Museum, Reykjavík
- 2007: (Gruppenausstellung) Stalke Galleri / Stalke Out Of Space / Artstamp.dk, Saab
- 2007: The Icelandic Oasis – PROGRAM initiative for art and architectural collaborations, Berlin
- 2008: (Gruppenausstellungen) Experiment Marathon Reykjavik, Listasafn Reykjavíkur – Reykjavík Art Museum[5]
- 2008: Stalke Up North: Hot Icelandic Stalke Galleri / Stalke Out Of Space / Artstamp.dk, Kirke Saaby
- 2008: Stalke Out Of Space: Island i Borup, Stalke Galleri / Stalke Out Of Space / Artstamp.dk, Kirke Saaby
- 2008: (Gruppenausstellung) Transmediale 08: Conspire Haus der Kulturen der Welt, Berlin
- 2011: EinarThorsteinn – Ingenuity – Hafnarborg, Hafnarfjörður

## Architektur-Konferenzen
- 2006: 7. März : Vortrag: Fragrance of Space, Prinsessegade 35, 1422 Kopenhagen
- 2011: April:  Crystal growth, Langen Foundation, Neus, Deutschland 2015 Foto: Wolfgang Vollmer[6]

## Veröffentlichungen (Auswahl)
Einar Thorsteinn veröffentlichte Bücher über Architektur, Stadtplanung, Umwelt-Design, ökologische Gebäudetechnologien, biologische Einflüsse im Wohnwesen, schrieb Artikel für internationale Gazetten, gab Interviews für deutsche und isländische Zeitungen.
- mit Bernd Oleiko: Projektstudie Stadt in der Arktis. Dt./Engl. Stoffbilderbuch, Institut für leichte Flächentragwerke (IL) der Universität Stuttgart, Stuttgart 1971.
- Das Spielen mit dem Formen der Natur. Vorwort Richard Buckminster Fuller, 1977.[7]
- mit Olafur Eliasson, Christine Kintisch (Ed.): To the habitants of Space in General and the Spatial Inhabitants in Particular. Bawag Foundation, Wien 2002, ISBN 3-9501578-1-6.